# Mekar Wangi (Lemahsugih)
Mekar Wangi is een bestuurslaag in het regentschap Majalengka van de provincie West-Java, Indonesië. Mekar Wangi telt 3808 inwoners (volkstelling 2010).